# Ковакова кутија
Ковакова кутија (енгл. The Kovak Box) британско-шпански је психолошки трилер из 2006. године, режисера Данијела Монсона. Главну улогу игра Тимоти Хатон. Филм говори о америчком хорор научнофантастичном романсијеру који доживљава у стварном животу оно о чему је писао.

## Синопсис
На острвском граду Палма де Мајорка, Дејвид Нортон (Хатон) промовише своју последњу књигу, Ковакова кутија, пред малом групом приватно окупљених европских фанова. Ништа необично се не дешава, осим што један од чланова публике има упечатљиву тетоважу руске мафије на руци, а хотелски ’консијерж’ је суптилно попустљив према њему, упркос утицају писца.
Касније исте вечери, Нортонова заручница Џејн прима анонимни телефонски позив и скаче са балкона своје хотелске собе. Након што умре од повреда у болници, Нортон открива да је и пацијентица поред Силвија Мендез (Хименез) учинила исто исте ноћи: док се туширала, Силвија је одговорила на позив на свом мобилном телефону који је заправо био песма Gloomy Sunday (досл. „суморна недеља”) из 1933. композитора Режеа Шереша. Након што је скочила кроз прозор, само се сећа како се нага пробудила испод урушене надстрешнице бара. Силвија је млада девојка која је први пут отишла у ноћни клуб, без претњи или било какве везе са америчким паром. Док се опоравља у свом апартману, мистериозни човек је покуша збости у задњи део врата, али она успе умаћи након борбе. Након што преживи напад, Силвија се поново налази с Нортоном, који је такође прогањан од непознатих нападача.
Док почиње да долази до одговора, Нортон открива да се догађаји поклапају с радњом његове последње књиге, која је заснована на стварном појединцу: Франку Коваку (Кели), осрамоћеном мађарском доктору који је отишао у егзил након што су његови експерименти окарактерисани као психолошко ратовање. Ковак је користио неуралне имплантате и плаћао мрежу криминалаца да емулира експеримент на Нортону; циљ је да свако одузве свој живот трпећи бруталну смрт док свира песма Gloomy Sunday. Оболео од терминалног тумора на мозгу, Ковак нема ништа да изгуби осим да Нортон победи у његовој смртоносној игри.

## Постава
| Глумац                   | Улога                    |
| ------------------------ | ------------------------ |
| Тимоти Хатон             | Дејвид Нортон            |
| Лусија Хименез           | Силвија Мендез           |
| Дејвид Кели              | Франк Ковак              |
| Џорџија Макензи          | Џејн Грејам              |
| Гери Пикер               | Жауме                    |
| Анета Бадланд            | Кати                     |
| Исабел Абарага           | Џуди                     |
| Хорхе Агвадо де Габријел | човек са пупчаном врпцом |
| Ралф Ангрик              | путник у лифту           |
| Ана Асенсио              | CNW оператер             |
| Нина Багусат             | хостеса                  |
| Кит Бартлет              | поштовалац               |
| Хулио Бастида            | Телесинко оператер       |
| Хорхе Боск               | форензичар               |
| Николас Бултон           | запосленик конзулата     |